# Eduardus Sangsun
Eduardus Sangsun, né le 14 juin 1943 à Karot dans la province des petites îles de la Sonde orientales, est un prélat indonésien, évêque de Évêque de Ruteng en Indonésie de 1985 à 2008.

## Biographie
Il est tout d'abord ordonné prêtre le 12 juillet 1972 pour la congrégation Société du Verbe-Divin.

## Évêque
Jean-Paul II le nomme Évêque de Ruteng le 3 décembre 1984, il le restera jusqu'à son décès le 13 octobre 2008 à Jakarta